# All About Steve
All about Steve és una pel·lícula estatunidenca de Phil Traill amb Sandra Bullock i Bradley Cooper, estrenada el 2009. Ha estat doblada al català.

## Argument
En aquesta pel·lícula Sandra Bullock fa el paper Mary Horowitz, una excèntrica dona que està convençuda que un fotògraf de la CCN anomenat Steve (Bradley Cooper) és el seu amor verdader, i el seguirà pels Estats Units tractant de convèncer-lo que estan fets l'un per l'altre.

## Repartiment
- Sandra Bullock: Mary Horowitz
- Bradley Cooper: Steve Muller
- Thomas Haden Church: Hartman Hughes
- Ken Jeong: Angus Tran
- DJ Qualls: Howard
- Katy Mixon: Elizabeth
- Beth Grant: Mrs. Horowitz
- Howard Hesseman: Mr. Horowitz
- Jonathan Chase: Dave
- Luenell: Dona del que protesta
- Noah Munck: Estudiant

## Al voltant de la pel·lícula
Nominada cinc vegades als premis Razzie, va ser premiat en les categories pitjor actriu (Sandra Bullock) i pitjor parella a la pantalla (Sandra Bullock i Bradley Cooper). Cal destacar que l'endemà de la cerimònia dels Premis Razzie, Sandra Bullock va ser premiada amb l'Oscar a la millor actriu per a The Blind Side.